# Kwiatownik żółtorzytny
Kwiatownik żółtorzytny (Aethopyga boltoni) – gatunek małego ptaka z rodziny nektarników (Nectariniidae). Występuje endemicznie na filipińskiej wyspie Mindanao. Najmniejszej troski.

## Taksonomia
Po raz pierwszy gatunek opisał Edgar A. Mearns. Opis ukazał się w 1905 na łamach Proceedings of the Biological Society of Washington. Holotypem był samiec odłowiony 24 czerwca 1904 na wulkanicznej górze Apo; autor odłowił również kilka paratypów. Nadał nowemu gatunkowi nazwę Aethopyga boltoni. Nazwa ta jest obecnie (2021) utrzymywana przez Międzynarodowy Komitet Ornitologiczny (IOC).
IOC i autorzy Handbook of the Birds of the World uznają 3 podgatunki. W 1957, 52 lata po opisaniu gatunku, wyróżniony został podgatunek A. b. malindangensis. Holotyp, odłowiony 15 kwietnia 1956, pochodził z góry wulkanicznej Malindang. W 1997 opisano na łamach The Auk najnowszy jak dotąd podgatunek, kwiatownika ciemnogłowego (A. b. tibolii). Holotyp odłowiono 5 kwietnia 1993. Pokrewieństwo jego przedstawicieli względem reprezentantów podgatunku nominatywnego wymaga dalszych badań. Kwiatownik żółtorzytny tworzy nadgatunek z kwiatownikiem niebieskouchym (A. linaraborae).

## Podgatunki i zasięg występowania
IOC wyróżnia następujące podgatunki:
- A. b. malindangensis Rand & Rabor, 1957 – zachodnie Mindanao (góra Malindang[6])
- A. b. boltoni Mearns, 1905 – kwiatownik żółtorzytny – wschodnio-centralne i wschodnie Mindanao (góra: Kitanglad, McKinley i Apo, prawdopodobnie również Pasian[6])
- A. b. tibolii Kennedy, Gonzales & Miranda, 1997 – kwiatownik ciemnogłowy – południowe Mindanao; góry: Busa i Matutum[6]

## Morfologia

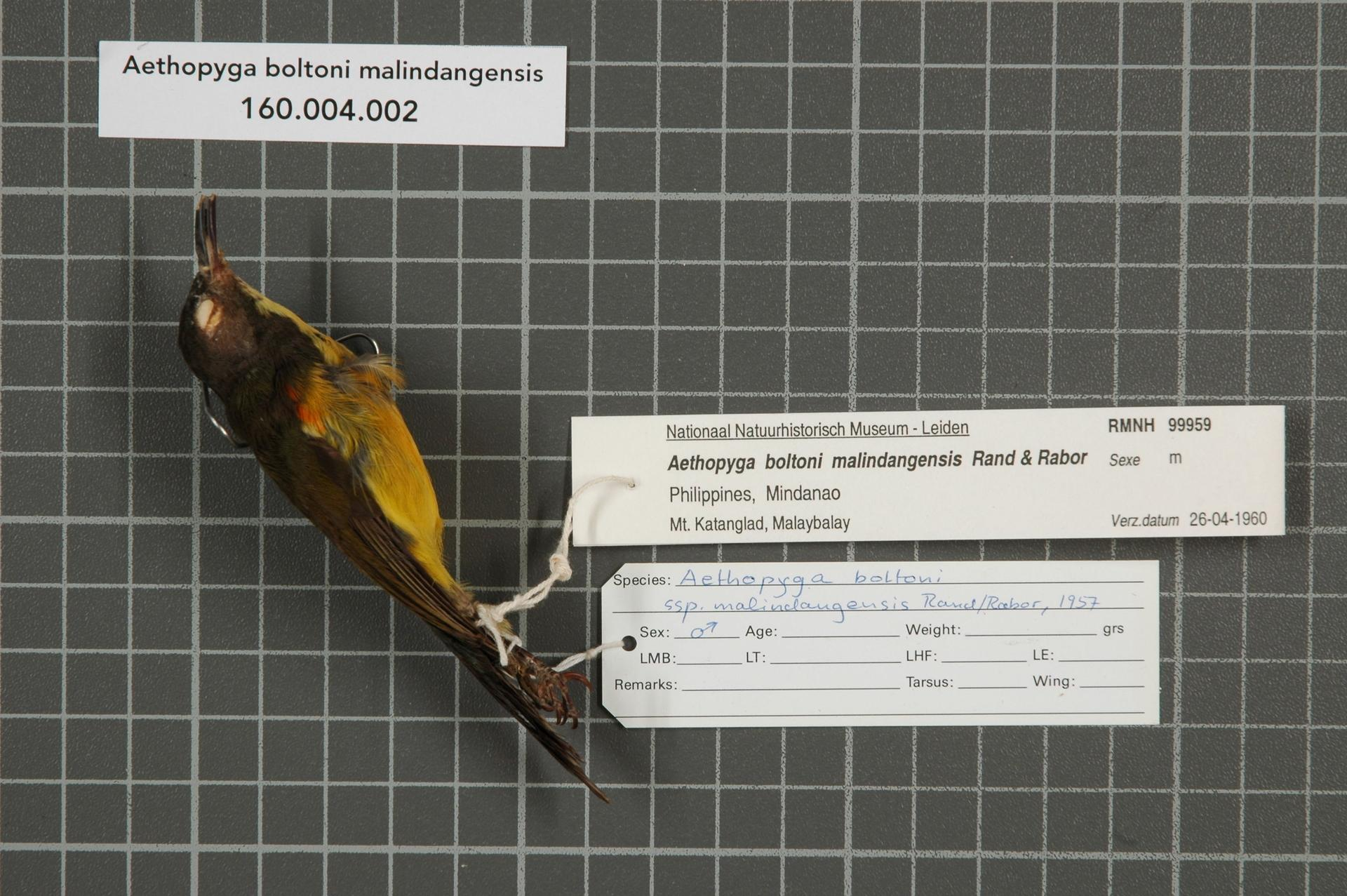
Przedstawiciel podgatunku A. b. malindangensis

Kwiatowniki żółtorzytne mierzą przeciętnie 12 cm, masa ciała samca wynosi 4,9–9,2 g; samicy 10,8 cm, 6–8,5 g (szczegółowe wymiary przedstawiono w sekcji poniżej). Dalszy opis dotyczy podgatunku nominatywnego. U dorosłego samca całą głowę, poza brodą i środkiem gardła, porastają pióra łupkowoszare z delikatnym, zielonym nalotem. Pióra na czole wyróżniają delikatne, metaliczne, zielone krawędzie. Górna część grzbietu szara z oleiście zielonym odcieniem. Niższa część grzbietu oliwkowa, kuper cytrynowożółty. Skrzydła brązowoczarne, pokrywy i zewnętrzne chorągiewki lotek II rzędu oliwkowozielone. Pokrywy podskrzydłowe oraz krawędzie zewnętrzne chorągiewek zewnętrznych lotek I i II rzędu białe. Środkową parę sterówek cechuje metalicznie zielona barwa. Pozostałe mają barwę czarnozieloną, z szerokimi, szarymi końcówkami. Od dzioba do klatki piersiowej ciągnie się na spodzie ciała cytrynowożółty pasek. Na górnych krawędziach piersi można dostrzec pomarańczowe plamy (wg autora o barwie aurypigmentu). Pierś pomarańczowa. Tęczówka czerwona, dziób czarny, stopy i pazury czarne, podeszwa stopy żółtawa.

### Wymiary szczegółowe
Wymiary szczegółowe w mm (lub g), według podgatunku i płci (w nawiasie kursywą – liczba osobników):
| Płeć                  | Całkowita długość | Masa ciała (g) | D. skrzydła    | D. ogona       | D. dzioba      | D. skoku       |
| --------------------- | ----------------- | -------------- | -------------- | -------------- | -------------- | -------------- |
| A. b. boltoni         |                   |                |                |                |                |                |
| M                     | 109–133 (10)      | 7–9,2 (5)      | 51,7–55,9 (12) | 44–49,6 (9)    | 22,2–24,5 (3)  | 15,1–15 (12)   |
| F                     | 99–114 (5)        | 6,6–7,2 (2)    | 49,3–41,5 (6)  | 36,5–39,2 (4)  | 19–21,2 (5)    | 14,6–15,5 (6)  |
| A. b. tibolii         |                   |                |                |                |                |                |
| M                     | 112 (1)           | 4,9–7,8 (3)    | 51,6–52,5 (3)  | 44,3–46,4 (3)  | 22,1–23,8 (3)  | 14,9–15,3 (3)  |
| F                     | 106–120 (3)       | 6–6,6 (4)      | 47,3–49,8 (5)  | 36,9–38 (4)    | 19,1–21,2 (5)  | 14,3–14,8 (5)  |
| A. b. malindanagensis |                   |                |                |                |                |                |
| M                     | —                 | 7,5–8,7 (5)    | 50,8–56,2 (14) | 44–51,3 (13)   | 22,2–24,6 (14) | 15,4–16,6 (15) |
| F                     | —                 | 6,1–8,5 (8)    | 48,5–52,4 (16) | 33,1–38,8 (16) | 19,3–21,9 (19) | 14,1–15,2 (18) |

## Ekologia i zachowanie
Środowiskiem życia kwiatowników żółtorzytnych są lasy, zwykle powyżej 1500 m n.p.m., niekiedy niżej – do 1100 m n.p.m.; również lasy omszone i skarłowaciałe. Ptaki te żerują pojedynczo lub w parach, niekiedy dołączają do wielogatunkowych stad; poza tym brak informacji. Okres lęgowy trwa od stycznia do maja, stwierdzono również rozród w lipcu i powiększenie gonad od marca do kwietnia. Po raz pierwszy głos gatunku nagrano w 1995, na górze Apo. Składał się z 1–6 bulgoczących dźwięków piip wydawanych przez ptaki podczas żerowania. Jeśli głos był wydawany seriami, to po 1. następowała krótka przerwa.

### Lęgi
Pierwsze doniesienie o odkryciu gniazda pochodzi z 1904, nie zostało jednak opublikowane; prawdopodobnie obserwator spłoszył samicę podczas budowy gniazda. Pozostawała w odległości około 5 m od autora, trzymając w dziobie kawałek mchu. Gniazdo miało wydłużony kształt, liczyło blisko 16 cm długości i 8 szerokości oraz otwór wejściowy o średnicy blisko 3 cm. Składało się z mchu, luźno ze sobą splecionego, z domieszką sieci pajęczych i kokonów. Było zawieszone około 2,4 m nad gruntem, na łodydze trawy Thysanolaena latifolia zwanej lokalnie bugong.

## Status i zagrożenia
IUCN od 2020 uznaje kwiatownika żółtorzytnego za gatunek najmniejszej troski (LC – Least Concern). Wcześniej (od 1994) gatunek był bliski zagrożenia (NT, Near Threatened). Ówczesną rangę nadano mu ze względu na bardzo ograniczony zasięg, również pod kątem wysokości. Ptak ten ma jednak dość liczną populację (według wstępnych szacunków 15–25 tysięcy dorosłych osobników), a utrata siedlisk leśnych w jego zasięgu występowania postępuje powoli, dlatego uznaje się go za gatunek najmniejszej troski.